# بلومینگتون (ایلینوی)
بلومینگتون، ایلینوی (به انگلیسی: Bloomington, Illinois) یک شهر در ایالات متحده آمریکا با جمعیت ۷۷٬۷۳۳ نفر است که در ایلی‌نوی واقع شده‌است.

## موقعیت جغرافیایی
موقعیت جغرافیایی شهرها و مناطق اطراف به شرح زیر است: